# Eretmapodites subsimplicipes
Eretmapodites subsimplicipes är en tvåvingeart som beskrevs av Edwards 1914. Eretmapodites subsimplicipes ingår i släktet Eretmapodites och familjen stickmyggor. Inga underarter finns listade i Catalogue of Life.